# Autofágia

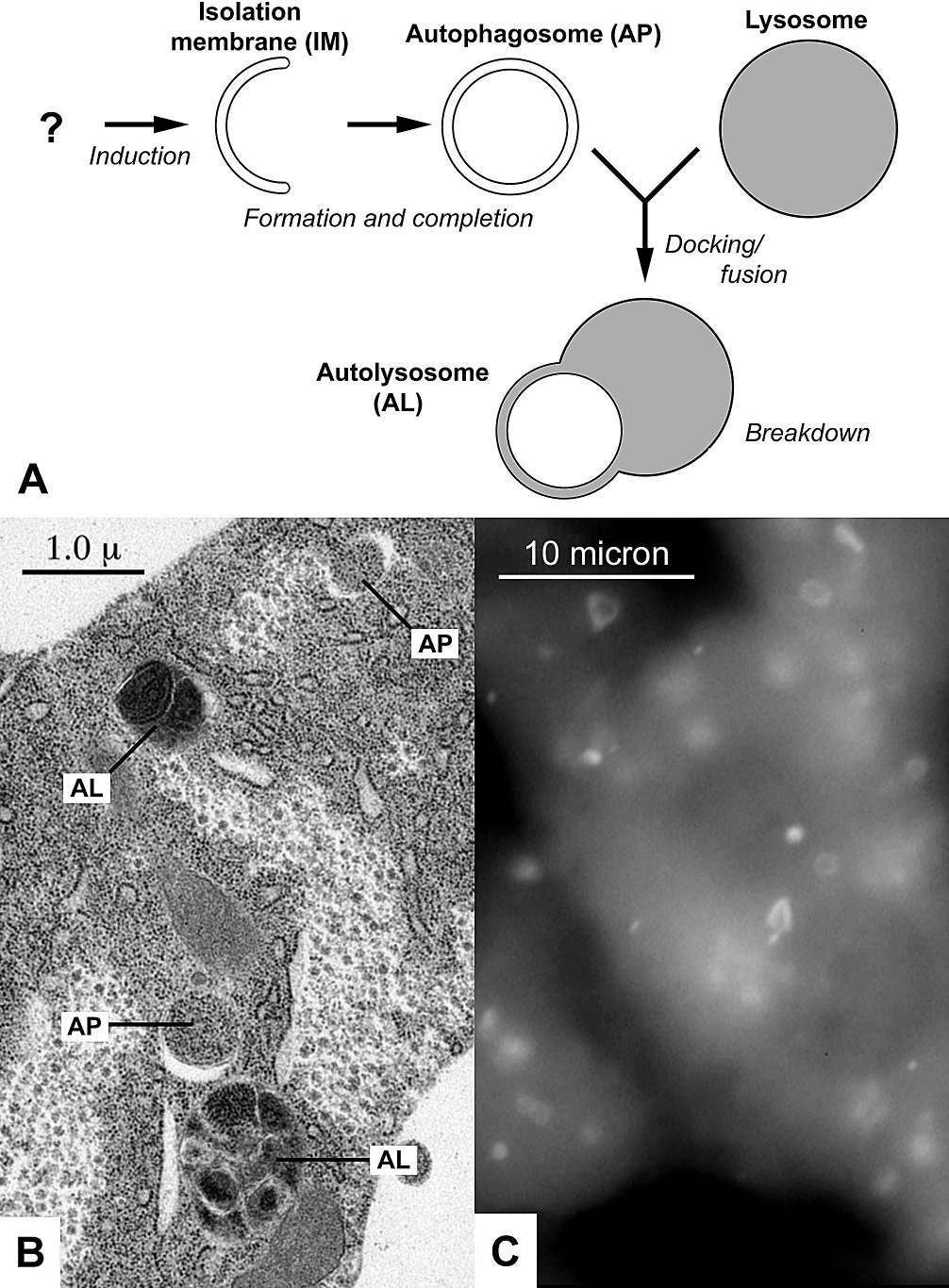
Autofágia diagramja a PLoS Biology folyóiratból

Az autofágia (vagy autofagocitózis; az ógörögül αὐτόφαγος, autóphagos, jelentése „önfaló” és κύτος, kýtos, jelentése „üreges”) a sejtek szükségtelen komponenseinek természetes, konzervált leépülése lizoszómafüggő szabályozott mechanizmuson keresztül.  Lehetővé teszi a sejtösszetevők rendezett lebomlását és újrahasznosítását. Bár kezdetben az éhezés elleni védekezés érdekében kiváltott ősdegradációs útvonalként jellemezték, egyre világosabbá vált, hogy az autofágia a nem éhezett sejtek homeosztázisában is jelentős szerepet játszik. Az autofágia hibáit különféle emberi betegségekkel, köztük a neurodegenerációval és a rákkal hozták összefüggésbe, és az autofágia modulálása, mint e betegségek lehetséges kezelése iránti érdeklődés gyorsan nőtt. 
Az autofágia négy formáját azonosították: makroautofágia, mikroautofágia, chaperon-mediált autofágia (CMA) és krinofágia. A makroautofágiában (az autofágia legalaposabban kutatott formája) a citoplazmatikus komponenseket (például a mitokondriumokat) megcélozzák és izolálják a sejt többi részéből egy autofagoszómaként ismert kettős membrános vezikulában, amely idővel összeolvad egy rendelkezésre álló lizoszómával, így a hulladékkezelés és -ártalmatlanítás speciális folyamata; és végül a vezikula (ma autolizoszóma) tartalma lebomlik és újrahasznosítják. A krinofágiában (az autofágia legkevésbé ismert és kutatott formája) a szükségtelen szekréciós szemcséket lebontják és újrahasznosítják. Betegségekben az autofágiát a stresszre adott adaptív válasznak tekintették, elősegítve a sejt túlélését; de más esetekben úgy tűnik, hogy elősegíti a sejthalált és a morbiditást. Az éhezés extrém esetben a sejtösszetevők lebontása elősegíti a sejtek túlélését azáltal, hogy fenntartja a sejtek energiaszintjét. 
Az „autofágia” szó a 19. század közepétől létezett és gyakran használták. Jelenlegi használatában az autofágia kifejezést Christian de Duve belga biokémikus alkotta meg 1963-ban a lizoszóma funkcióinak felfedezése alapján. Az autofágiával kapcsolatos gének azonosítása élesztőben az 1990-es években lehetővé tette a kutatók számára az autofágia mechanizmusainak kikövetkeztetését, ami végül a 2016-os Fiziológiai és orvostudományi Nobel-díj elnyeréséhez vezetett Ószumi Josinori japán kutatónak.